# Luciano Narsingh
Luciano Narsingh (Amsterdam, 13 september 1990) is een Nederlands voetballer die doorgaans als rechtsbuiten speelt. Sinds juli 2022 staat hij onder contract bij Miedz Legnica. Narsingh debuteerde in 2012 in het Nederlands voetbalelftal.

## Clubcarrière

### Jeugd
Narsingh werd geboren en groeide op in Amsterdam-Oost, als jongere broer van Furdjel Narsingh. Hij voetbalde veel op pleintjes in de buurt met zijn jeugdvriend Oussama Assaidi, waar ze ook Mbark Boussoufa vaak tegenkwamen. Hij begon met voetballen bij de lokale club ASV Fortius, waar hij werd gescout door Ajax. Bij Ajax zou het niet redden en werd hij na de C-jeugd door jeugdcoach Maarten Stekelenburg uit de opleiding gezet. Hij kwam hierna terecht bij AZ, waar hij ook niet wist te slagen. Hij vervolgde zijn loopbaan bij de amateurclub Zeeburgia, waar hij in 2006 werd weggeplukt door sc Heerenveen, waarvoor hij op zijn 16e naar Friesland verhuisde.

### sc Heerenveen
Op 29 oktober 2008 maakte Narsingh namens sc Heerenveen zijn debuut in de Eredivisie in een wedstrijd tegen Vitesse. In het seizoen 2010/11 volgde zijn echte doorbraak. In de maanden september en oktober moest hij een paar keer in plaats van de geblesseerde Roy Beerens spelen. Na een paar mindere wedstrijden van Beerens en een paar goede invalbeurten van Narsingh, veroverde hij een basisplek in het elftal van trainer-coach Ron Jans. Na die tijd groeide hij samen met Bas Dost en Oussama Assaidi uit tot de vaste voorhoede van sc Heerenveen. Hij leverde gedurende het seizoen 2011/12 twintig assists in 34 competitiewedstrijden, de meeste van alle spelers in de Eredivisie dat jaar. Na afloop van dat seizoen wilden zowel Ajax als PSV hem inlijven. PSV trok aan het langste eind en legde hem voor vijf jaar vast. Met de overgang was zo'n 4,1 miljoen euro gemoeid.

### PSV
Narsingh nam bij PSV op de rechterflank de plaats van Georginio Wijnaldum over, die doorschoof naar de positie achter de spitsen. Hij speelde in zijn eerste seizoen in Eindhoven achttien competitiewedstrijden, waarin hij zes keer scoorde en groeide uit tot international. Op 22 december 2012, in de laatste wedstrijd voor de winterstop, in de wedstrijd tegen NAC Breda raakte hij geblesseerd aan zijn knie, waardoor hij de rest van het seizoen niet meer in actie kon komen. Hij werd geopereerd aan zijn voorste kruisband en meniscus en revalideerde bij de KNVB in Zeist. Op 13 augustus 2013 hervatte hij de groepstraining bij PSV.
Narsingh heroverde zijn basisplaats en speelde gedurende het seizoen seizoen 2013/14 vrijwel iedere wedstrijd. Dat bleef hij ook gedurende 2014/15. Hij vierde op 18 april 2015 het behalen van zijn eerste landskampioenschap met PSV. Tijdens de met 4-1 gewonnen kampioenswedstrijd thuis tegen sc Heerenveen leverde Narsingh bij de 1-0 zijn tiende assist van het seizoen en schoot hij zelf de vierde PSV-goal binnen. Narsingh maakte op 15 september 2015 zijn debuut in het hoofdtoernooi van UEFA Champions League. Die dag won hij met PSV thuis met 2-1 van Manchester United. Hierbij kopte hij zelf de winnende 2-1 in vanuit een voorzet van Maxime Lestienne. Narsingh werd op 8 mei 2016 voor de tweede keer op rij landskampioen met PSV. De club begon aan de laatste speelronde van het seizoen met evenveel punten als Ajax, maar met een doelsaldo dat zes doelpunten minder was. PSV won die dag vervolgens met 1-3 uit bij PEC Zwolle, terwijl Ajax uit bij De Graafschap met 1-1 gelijkspeelde.

### Swansea City
Narsingh tekende in januari 2017 een contract tot medio 2019 bij Swansea City, de nummer negentien van de Premier League op dat moment. Het betaalde circa €4.600.000,- voor hem aan PSV. Hij kwam bij Swansea terecht in een team met onder anderen landgenoten Leroy Fer en Mike van der Hoorn. Narsingh maakte op 31 januari 2017 zijn debuut voor Swansea. Hij viel die dag in de 60e minuut in voor Wayne Routledge, tijdens een met 2–1 gewonnen competitiewedstrijd tegen Southampton. Tien minuten later gaf hij de voorzet waaruit Gylfi Sigurðsson het winnende doelpunt maakte. Het lukte Narsingh niet om basisspeler te worden bij Swansea. Nadat hij in zijn eerste anderhalve seizoen in minder dan de helft van de wedstrijden aan bod kwam, bleven zijn speelminuten in het seizoen 2018/19 beperkt tot twee invalbeurten.

### Terug in Nederland
Narsingh tekende op 5 juli 2019 een tweejarig contract bij Feyenoord. Dat nam hem transfervrij over van Swansea City, waar zijn contract was afgelopen. Na twee invalbeurten gaf trainer Jaap Stam Narsingh in de derde competitieronde een basisplaats, tegen FC Utrecht. In zijn eerste seizoen kwam Narsingh tot 15 wedstrijden in de Eredivisie, waarin hij twee keer scoorde. In het volgende seizoen nam de speeltijd af. Na een half seizoen waarin hij tot 9 optredens in de Eredivisie kwam, werd op 22 januari 2021 bekendgemaakt dat Narsingh verhuurd werd aan FC Twente. Ondanks dat hij 17 keer speelde onder Ron Jans, besloot FC Twente hem na afloop van het seizoen niet transfervrij in te lijven, waarna Narsingh zonder club zat.

### Sydney FC
Na een half seizoen zonder club, was Narsingh in januari 2022 in beeld bij Lechia Gdansk, dat uitkomt in de Poolse Ekstraklasse. In februari 2022 werd bekendgemaakt dat hij zijn carrière niet voortzet in Polen maar in de Australische A-League. Narsingh ondertekende een contract tot het einde van het seizoen bij Sydney FC en startte zo zijn tweede buitenlandse avontuur. Narsingh maakte zijn debuut voor Sydney FC op 5 maart 2022 in de derby tegen Western Sydney Wanderers, die met 2-0 verloren ging. Narsingh werd veelal gebruikt als invaller. Zijn enige goal voor de club maakte Narsingh op 19 maart 2022. In de wedstrijd tegen Western United (3-0) scoorde hij in de 58e minuut op aangeven van Milos Ninkovic de 2-0. Twee maanden later werd bekendgemaakt dat zijn inbreng tot een half seizoen beperkt zou blijven, want zijn contract werd niet verlengd.

### Miedz Legnica
Na afloop van zijn contract in Australië is Narsingh opnieuw in beeld gekomen bij een Poolse club. Hij tekende een contract voor één seizoen en een optie voor nog een seizoen bij Miedz Legnica, uitkomend in de Ekstraklasa.

## Clubstatistieken
| Seizoen | Club          | Competitie     | Competitie | Competitie | Competitie | Beker | Beker | Beker | Internationaal | Internationaal | Internationaal | Totaal | Totaal | Totaal |
| Seizoen | Club          | Competitie     | Wed.       | Dlp.       | Ass.       | Wed.  | Dlp.  | Ass.  | Wed.           | Dlp.           | Ass.           | Wed.   | Dlp.   | Ass.   |
| ------- | ------------- | -------------- | ---------- | ---------- | ---------- | ----- | ----- | ----- | -------------- | -------------- | -------------- | ------ | ------ | ------ |
| 2008/09 | sc Heerenveen | Eredivisie     | 2          | 0          | 0          | 0     | 0     | 0     | —              | —              | —              | 2      | 0      | 0      |
| 2009/10 | sc Heerenveen | Eredivisie     | 2          | 0          | 0          | 1     | 0     | 1     | —              | —              | —              | 3      | 0      | 1      |
| 2010/11 | sc Heerenveen | Eredivisie     | 24         | 5          | 9          | 2     | 0     | 3     | —              | —              | —              | 26     | 5      | 12     |
| 2011/12 | sc Heerenveen | Eredivisie     | 34         | 8          | 22         | 5     | 4     | 4     | —              | —              | —              | 39     | 12     | 26     |
| 2012/13 | PSV           | Eredivisie     | 18         | 6          | 5          | 3     | 0     | 3     | 5              | 0              | 1              | 26     | 6      | 9      |
| 2013/14 | PSV           | Eredivisie     | 20         | 0          | 1          | 1     | 0     | 0     | 3              | 0              | 2              | 24     | 0      | 3      |
| 2014/15 | PSV           | Eredivisie     | 32         | 6          | 10         | 3     | 1     | 0     | 11             | 1              | 2              | 46     | 8      | 12     |
| 2015/16 | PSV           | Eredivisie     | 30         | 8          | 6          | 3     | 0     | 0     | 7              | 1              | 0              | 40     | 9      | 6      |
| 2016/17 | PSV           | Eredivisie     | 15         | 1          | 1          | 3     | 1     | 0     | 5              | 1              | 0              | 23     | 3      | 1      |
| 2016/17 | Swansea City  | Premier League | 13         | 0          | 3          | 0     | 0     | 0     | —              | —              | —              | 13     | 0      | 3      |
| 2017/18 | Swansea City  | Premier League | 18         | 1          | 0          | 7     | 1     | 3     | —              | —              | —              | 25     | 2      | 3      |
| 2018/19 | Swansea City  | Championship   | 2          | 0          | 0          | 0     | 0     | 0     | —              | —              | —              | 2      | 0      | 0      |
| 2019/20 | Feyenoord     | Eredivisie     | 15         | 2          | 1          | 2     | 2     | 0     | 9              | 1              | 0              | 26     | 5      | 1      |
| 2020/21 | Feyenoord     | Eredivisie     | 9          | 1          | 1          | 0     | 0     | 0     | 2              | 0              | 1              | 11     | 1      | 2      |
| 2020/21 | → FC Twente   | Eredivisie     | 17         | 1          | 6          | 0     | 0     | 0     | —              | —              | —              | 17     | 1      | 6      |
| 2021/22 | Sydney FC     | A-League       | 10         | 1          | 0          | 0     | 0     | 0     | 4              | 0              | 0              | 14     | 1      | 0      |
| 2022/23 | Miedź Legnica | Ekstraklasa    | 29         | 5          | 1          | 2     | 0     | 0     | —              | —              | —              | 31     | 5      | 1      |
| 2023/24 | Nea Salamis   | A Divizion     | 31         | 3          | 9          | 2     | 0     | 0     | —              | —              | —              | 33     | 3      | 9      |
| TOTAAL  | TOTAAL        | TOTAAL         | 321        | 48         | 75         | 34    | 9     | 14    | 46             | 4              | 6              | 401    | 61     | 95     |

Bijgewerkt op 12 april 2024.

## Interlandcarrière

### Jong Oranje
De prestaties van Narsingh bleven niet onopgemerkt door de Jong Oranje-trainer Cor Pot, die hem in november 2010 selecteerde voor Jong Oranje. Vanaf februari 2011 was Narsingh een vaste waarde voor het elftal van Jong Oranje.

### Nederland
Narsingh behoorde op 15 februari 2012 voor het eerst tot de voorselectie van het 'grote' Oranje. Negen dagen later werd hij ook opgenomen in de definitieve selectie van bondscoach Bert van Marwijk voor een oefeninterland tegen Engeland op 29 februari, net als Ola John. Hij maakte op dinsdag 22 mei zijn officieuze debuut in de nationale ploeg, toen hij als basisspeler mocht aantreden in een duel tegen FC Bayern München en eenmaal scoorde. Deze wedstrijd telde niet officiële als interland omdat het een wedstrijd betrof tegen een clubteam. Van Marwijk nam Narsingh vervolgens op in de Nederlandse selectie voor het EK 2012 in Polen en Oekraïne. Hiermee werd hij de eerste voetballer ooit die als speler van sc Heerenveen met Oranje naar een EK-eindronde ging. Hij kreeg de voorkeur boven Siem de Jong, Vurnon Anita, Jeremain Lens en Adam Maher, die op zaterdag 26 mei afvielen voor de definitieve selectie. Narsingh maakte op woensdag 30 mei zijn officiële debuut als Nederlands international, in een oefenwedstrijd tegen Slowakije. Hij viel in de 84e minuut in voor Arjen Robben. Op 15 augustus 2012 maakte hij zijn eerste interlanddoelpunt, de 1-1 tijdens een met 4-2 verloren oefeninterland in en tegen België. Op 16 september 2016 speelde hij zijn laatste interland.
| Interlands van Luciano Narsingh voor Nederland | Interlands van Luciano Narsingh voor Nederland | Interlands van Luciano Narsingh voor Nederland | Interlands van Luciano Narsingh voor Nederland | Interlands van Luciano Narsingh voor Nederland | Interlands van Luciano Narsingh voor Nederland |
| №                                              | Datum                                          | Wedstrijd                                      | Uitslag                                        | Competitie                                     | Goals                                          |
| Als speler van sc Heerenveen                   | Als speler van sc Heerenveen                   | Als speler van sc Heerenveen                   | Als speler van sc Heerenveen                   | Als speler van sc Heerenveen                   | Als speler van sc Heerenveen                   |
| ---------------------------------------------- | ---------------------------------------------- | ---------------------------------------------- | ---------------------------------------------- | ---------------------------------------------- | ---------------------------------------------- |
| 1                                              | 30 mei 2012                                    | Nederland – Slowakije                          | 2 – 0                                          | Vriendschappelijk                              | 0                                              |
| 2                                              | 2 juni 2012                                    | Nederland – Noord-Ierland                      | 6 – 0                                          | Vriendschappelijk                              | 0                                              |
| Als speler van PSV                             |                                                |                                                |                                                |                                                |                                                |
| 3                                              | 15 augustus 2012                               | België – Nederland                             | 4 – 2                                          | Vriendschappelijk                              | Goal                                           |
| 4                                              | 7 september 2012                               | Nederland – Turkije                            | 2 – 0                                          | WK-kwalificatie                                | Goal                                           |
| 5                                              | 11 september 2012                              | Hongarije – Nederland                          | 1 – 4                                          | WK-kwalificatie                                | 0                                              |
| 6                                              | 16 oktober 2012                                | Roemenië – Nederland                           | 1 – 4                                          | WK-kwalificatie                                | 0                                              |
| 7                                              | 19 november 2013                               | Nederland – Colombia                           | 0 – 0                                          | Vriendschappelijk                              | 0                                              |
| 8                                              | 4 september 2014                               | Italië – Nederland                             | 2 – 0                                          | Vriendschappelijk                              | 0                                              |
| 9                                              | 9 september 2014                               | Tsjechië – Nederland                           | 2 – 1                                          | Kwalificatie EK 2016                           | 0                                              |
| 10                                             | 28 maart 2015                                  | Nederland – Turkije                            | 1 – 1                                          | Kwalificatie EK 2016                           | 0                                              |
| 11                                             | 31 maart 2015                                  | Nederland – Spanje                             | 2 – 0                                          | Vriendschappelijk                              | 0                                              |
| 12                                             | 5 juni 2015                                    | Nederland – Verenigde Staten                   | 3 – 4                                          | Vriendschappelijk                              | 0                                              |
| 13.                                            | 12 juni 2015                                   | Letland – Nederland                            | 0 – 2                                          | EK-kwalificatie                                | Goal                                           |
| 14                                             | 3 september 2015                               | Nederland – IJsland                            | 0 – 1                                          | EK-kwalificatie                                | 0                                              |
| 15                                             | 6 september 2015                               | Turkije – Nederland                            | 3 – 0                                          | EK-kwalificatie                                | 0                                              |
| 16                                             | 29 maart 2016                                  | Engeland – Nederland                           | 1 – 2                                          | Vriendschappelijk                              | Goal                                           |
| 17                                             | 1 juni 2016                                    | Polen – Nederland                              | 1 – 2                                          | Vriendschappelijk                              | 0                                              |
| 18                                             | 4 juni 2016                                    | Oostenrijk – Nederland                         | 0 – 2                                          | Vriendschappelijk                              | 0                                              |
| 19                                             | 1 september 2016                               | Nederland – Griekenland                        | 1 – 2                                          | Vriendschappelijk                              | 0                                              |

Bijgewerkt op 1 september 2016.

## Erelijst
| Competitie           | Winnaar (1ste) | Winnaar (1ste)   | Finalist (2de) | Finalist (2de) | Derde  | Derde |
| Competitie           | Aantal         | Jaren            | Aantal         | Jaren          | Aantal | Jaren |
| -------------------- | -------------- | ---------------- | -------------- | -------------- | ------ | ----- |
| sc Heerenveen        |                |                  |                |                |        |       |
| Johan Cruijff Schaal |                |                  | 1×             | 2009           |        |       |
| KNVB beker           | 1×             | 2008/09          |                |                |        |       |
| PSV                  |                |                  |                |                |        |       |
| Johan Cruijff Schaal | 3×             | 2012, 2015, 2016 |                |                |        |       |
| Eredivisie           | 2×             | 2014/15, 2015/16 |                |                |        |       |
| KNVB beker           |                |                  | 1×             | 2012/13        |        |       |